# Boves (Adelsgeschlecht)
Boves (manchmal aus Coucy genannt) war eine Familie des nordfranzösischen Adels, die erstmals in der zweiten Hälfte des 11. Jahrhunderts auftritt.

## Geschichte
Benannt ist sie nach ihrem Stammsitz Boves südöstlich von Amiens. Enguerrand I. de Boves besaß neben Boves bereits die Burg Coucy und die Herrschaft La Fère und wurde 1085 Graf von Amiens.
Die Grafschaft wurde 1118 seinem Sohn Thomas de Marle weggenommen, danach erwarb die Familie keinen Adelstitel dieser oder einer höheren Stufe mehr. Dennoch wurde Enguerrand III. de Coucy einer der mächtigsten Adligen Frankreichs, der die Burg Coucy zu einer der größten mittelalterlichen Burganlagen Europas ausbauen konnte, der Schwiegersohn Heinrichs des Löwen und der Schwiegervater des schottischen Königs Alexander II. Allerdings endet mit seinen Kindern auch die Blütezeit der Familie.

## Stammliste
1. Dreux (Drogo), Seigneur de Boves 1069
  1. Enguerrand I., 1069/1118 bezeugt, Seigneur de Boves, de Coucy et de la Fère, 1085 Graf von Amiens, Vogt von Boves; ⚭ I Ade de Roucy, Tochter von Létard, Seigneur de Marle (Haus Roucy); ⚭ II Sibylle de Porcéan, Tochter von Roger
    1. (I) Thomas de Marle, 1096/1130 bezeugt, † vor 1131, Seigneur de Coucy, de Marle, de la Fère et de Boves, Graf von Amiens; ⚭ I Ida von Hennegau, † nach 1101, Tochter von Balduin II., Graf von Hennegau (Haus Flandern); ⚭ NN de Montaigu, geschieden; ⚭ III Mélisende de Crécy, † nach 1147, Tochter von Guy
      1. (I) Ida; ⚭ I Alard de Chimay; ⚭ II Bernard d’Orbais
      2. (I) Beatrix; ⚭ Évrard III. de Breteuil, 1147 bezeugt (Haus Le Puiset)
      3. (III) Enguerrand II., 1131/47 bezeugt, Seigneur de Coucy, de Marle et de la Fère; ⚭ 1132 Agnès de Boisgency, Tochter von René und Mahaut de Vermandois
        1. Raoul I. de Coucy, X 1191 bei der Belagerung von Akkon, Seigneur de Coucy, de Marle, de la Fère, de Crécy, de Vervins etc.; ⚭ I vor 1164 Agnes von Hennegau, † 1168/73, Tochter von Balduin IV., Graf von Hennegau (Haus Flandern); ⚭ II nach 1173 Alix de Dreux, † nach 1217, Tochter von Robert I. Graf von Dreux (Haus Frankreich-Dreux)
          1. (I) Yolande, † 18. März 1222; ⚭ 1184 Robert II., Graf von Dreux, † 28. Dezember 1218 (Haus Frankreich-Dreux)
          2. (I) Isabeau; ⚭ I Raoul, Graf von Roucy, † 1196 (Haus Montdidier); ⚭ II Henri III., Graf von Grandpré, † 1211
          3. (I) Ade; ⚭ Dietrich von Beveren
          4. (II) Enguerrand III. de Coucy, † um 1242, Seigneur de Coucy, de Marle, de la Fère et de Crécy, 1202 Graf von Roucy, 1205 Graf von Perche; ⚭ I Ende 1201 Beatrix de Vignory, Witwe von Jean I. Graf von Roucy (Haus Montdidier); ⚭ II 1204 Mathilde von Sachsen, * 1172, † 1209, Witwe von Geoffroy III., Graf von Perche (Haus Châteaudun), Tochter von Heinrich III. der Löwe, Herzog von Sachsen (Stammliste der Welfen); ⚭ III Marie de Montmirail, Erbin von Montmirail, Oisy, Crèvecoeur, Condé-en-Brie, Vizegrafschaft Meaux und Burggrafschaft Cambrai, † um 1267, Tochter von Jean I.[1] und Helvide de Dampierre
            1. (III) Raoul II., X al-Mansura 1250, Seigneur de Coucy, de Marle et de la Fère; ⚭ Philippe de Dammartin, † 14. April 1277/81 Tochter von Simon de Dammartin, Graf von Ponthieu (Haus Mello), und Marie Gräfin von Ponthieu, Witwe von Raoul II. d’Issoudun, Graf von Eu (Haus Lusignan), sie heiratete in dritter Ehe 1253 Otto II., Graf von Geldern (Haus Wassenberg)
              1. Enguerrand, † vor 1250

            2. Enguerrand IV., † 1310, Vizegraf von Meaux, Seigneur de Montmirail et de Crèvecoeur, folgt 1250 in Coucy, Marle und la Fère; ⚭ I vor 1262 Margarete von Geldern, † vor 1286, Tochter von Graf Otto II. (Haus Wassenberg), ⚭ II 1288 Johanna von Flandern, † 15. Oktober 1333, Tochter von Robert III., genannt Robert de Béthune (Haus Dampierre), als Witwe Äbtissin von Le Sauvoir bei Laon
            3. Jean, † kurz nach 1242
            4. Marie; ⚭ I 15. Mai 1239 Alexander II., König von Schottland, † 1249 (Haus Dunkeld); ⚭ II Jean de Brienne d’Acre (Haus Brienne)
            5. Alix; ⚭ Arnold III., Graf von Guînes, † nach 1282 (Haus Gent)

          5. Thomas, † 1252/53, Seigneur de Vervins 1187; ⚭ nach 1190 Mahaut de Rethel, zu Trie-le-Bardoul, † nach 1255, Tochter von Hugues, Graf von Rethel, und Félicité de Broyes, Erbin von Beaufort (Haus Vitri)
            1. Thomas de Coucy, † vor 1276, Seigneur de Vervins, de Fontaines etc.; ⚭ I Elisabeth von Looz, Tochter von Arnold III., Graf von Looz; ⚭ II Marguerite de Picquigny, Tochter von Gérard, Vidame d’Amiens
              1. (II) Thomas, X 11. Juli 1302 in der Sporenschlacht, Seigneur de Vervins; ⚭ Isabelle d’Enghien, Tochter von Gerhard I., genannt von Zottegem (Haus Enghien)
                1. Thomas
                2. Jean, Seigneur de Vervins

              2. (II) Jean; ⚭ Catherine de Saint-Leu, Tochter von Renaud
                1. Enguerrand, † klein
                2. Guy, Seigneur de Beaumont
                3. Thomas, Seigneur de Saint-Leu

              3. (II) Marie, genannt de Verdun, † 1281 vor Juli; ⚭ Gaucher de Thorotte, Châtelain de Noyon, Seigneur de Thourotte et d’Honnecourt, † vor März 1293 (Haus Thorotte)

            2. Yolande; ⚭ Arnaud de Mortagne, Burggraf von Tournai 1227/65
            3. Félicité, † 1307; ⚭ Baudouin d’Avesnes, † 10. April 1295
            4. Agnès, † 1277; ⚭ Gobert VII. d’Aspremont, † vor 1281

          6. Robert, † nach 1234, folgt 1190, Seigneur de Pinon; ⚭ I Elisabeth de Pierrepont, 1213 bezeugt, † nach 1215, Tochter von Robert, Seigneur de Pierrepont (Haus Pierrepont) und Eustachie de Roucy (Haus Roucy); ⚭ II vor 1219 Godde, Witwe von NN de Préaux, 1234 bezeugt – Nachkommen † 1377
          7. Agnès, 1214 bezeugt; ⚭ nach 1190 Gilles de Baumetz, Châtelain de Bapaume 1214
          8. Raoul, 1187/90 geistlich

        2. Enguerrand, 1142 bezeugt, † um 1174

      4. (III) Robert, † 19. Juli 1191, Seigneur de Boves; ⚭ Beatrix de Saint-Pol, † nach 1192, Tochter von Hugues III. Graf von Saint-Pol (Haus Candavene)
        1. Enguerrand II., 1191/1222 bezeugt, † vor 1224, Seigneur de Boves; ⚭ vor 1192 Ade de Nesle, † zwischen Dezember 1252 und Dezember 1254, Tochter von Jean I., Burggraf von Brügge (Haus Nesle)
          1. Robert, 1191 bezeugt, † 1248/49, Seigneur de Boves, Ritter; ⚭ Helvide d’Autrêches, 1238/62 bezeugt, Tochter von Guillaume de Nanteuil-la-Fosse, Seigneur d‘Autrêches, sie heiratete in zweiter Ehe Renaud de la Tournelle
            1.  ? Mabile de Boves, 1292 bezeugt

          2. Elisabeth, † nach Juli 1263, folgt 1240 in Boves und Château-Porcien; ⚭ vor Mai 1214 Nicolas V. de Rumigny, † 1257

        2. Robert, Seigneur de Fouencamps 1192, † April 1226/Juli 1228; ⚭ Marie, 1201 bezeugt
          1. Robert, 1201/39 bezeugt, † vor Februar 1245, Ritter; ⚭ Marie, 1239 bezeugt
          2. Thomas, 1201 bezeugt
          3. Hellin, 1201 bezeugt
          4. Beatrix, 1202 bezeugt

        3. Hugues de Boves, 1192 Ritter
        4. Thomas, 1200/41 bezeugt, † vor 1244, 1200 Domherr in Amiens, 1225 Dompropst in Amiens

      5. (III) Tochter (Melissinde); ⚭ I Adelelme; ⚭ II Hugues de Gournay

  2. Robert de Boves, 1069/79 bezeugt
  3. Anseau de Boves, 1069 bezeugt